# Jan Chojeński
Jan Chojeński (Golejówk, 11 maart 1486 - 29 augustus 1538, Piotrków Trybunalski) was de 43e bisschop van Krakau, bisschop van Przemyśl en Płock.

## Biografie
Jan Chojeński was een telg van de Poolse heraldische clan Abdank. Hij studeerde aan de Jagiellonische Universiteit en behaalde zijn doctoraat in canoniek recht aan de Universiteit van Siena. Chojeński was in zijn leven kastelein van de kroon en na 1526 secretaris van de kroon. Hij heeft een paar keer namens Sigismund I van Polen en Bona Sforza moeten bemiddelen met de Hongaarse Kroon. Ook was Chojeński de plaatsvervanger van Sigismund I in de Sejm van Krakau in Proszowice. Jan Chojeński ligt begraven in de Wawelkathedraal.
- International Standard Name Identifier: 0000 0001 1333 5086
- Virtual International Authority File: 165497105